# Bragança de Miranda
 José Bragança de Miranda (Lisboa, 27 de enero de 1953) es un profesor universitario y ensayista portugués.
De sus calificaciones académicas la agregación a las Ciencias de la Comunicación en 2000, la especialidad de comunicación y cultura, en la especialidad de la “teoría de la cultura”, en la universidad de ciencias sociales y humanas de la universidad nueva de Lisboa, en 2001). En 1991 hizo el doctoramiento en Comunicación Social en la universidad de ciencias sociales y humanas de la universidad nueva de Lisboa, con mención y “con distinción, por unanimidad. En 1985 después de las pruebas de aptitud científica y pedagógica ingresa con el cargo de ayudante, en el departamento de comunicación social de la universidad de ciencias sociales y humanas de la universidad nueva de Lisboa.
Concluye su Licenciatura en Sociología en 1982, la especialidad de la “sociología urbana”, por el instituto superior de las ciencias del trabajo y de la compañía.

## Área de investigación
- Comunicación y cultura, Cibercultura y Estudio de los Media.